# Leichtathletik-Europameisterschaften 1998/800 m der Männer

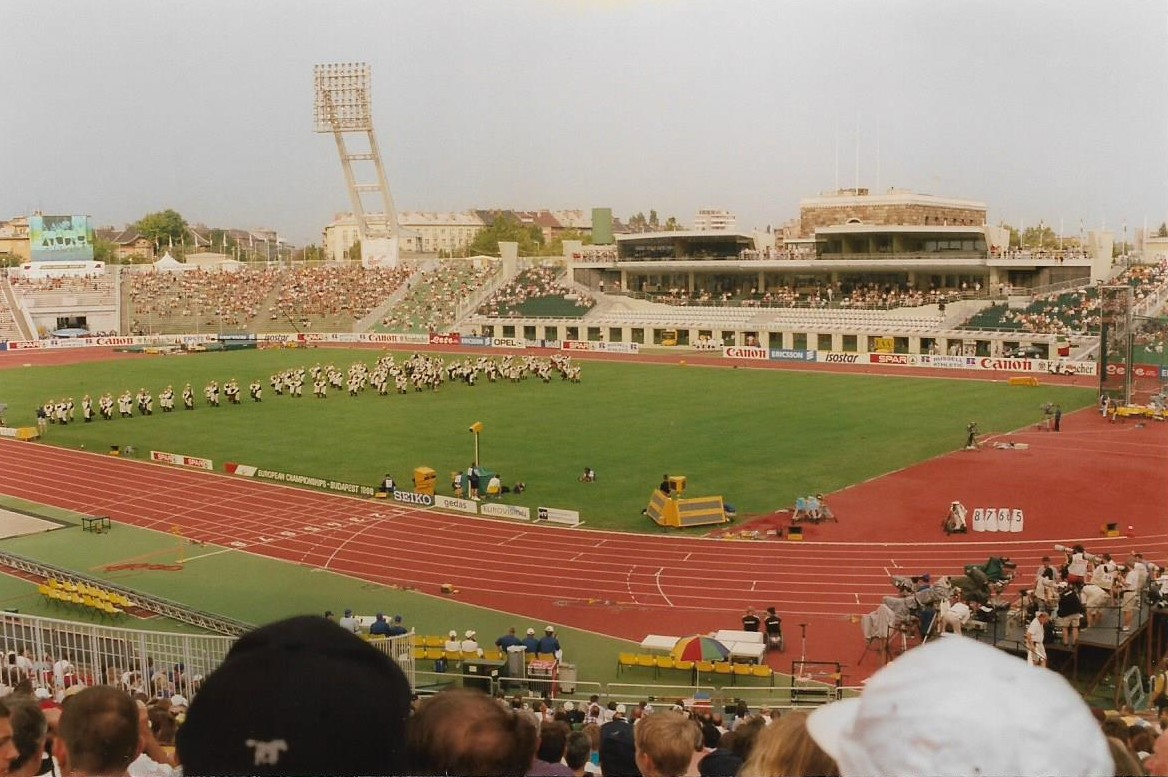
Das Népstadion von Budapest im Jahr 1998

Der 800-Meter-Lauf der Männer bei den Leichtathletik-Europameisterschaften 1998 wurde vom 21. bis 23. August 1998 im Népstadion der ungarischen Hauptstadt Budapest ausgetragen.
Europameister wurde der Deutsche Nils Schumann. Er gewann vor dem Schweizer André Bucher. Bronze ging an den Tschechen Lukáš Vydra.

## Bestehende Rekorde
| Weltrekord           | 1:41,11 min | Wilson Kipketer | Köln, Deutschland         | 24. August 1997 |
| Europarekord         | 1:41,11 min | Wilson Kipketer | Köln, Deutschland         | 24. August 1997 |
| Meisterschaftsrekord | 1:43,84 min | Olaf Beyer      | EM Prag, Tschechoslowakei | 31. August 1978 |

Der schon seit 1978 bestehende EM-Rekord blieb auch bei diesen Europameisterschaften unangetastet. Die schnellste Zeit erzielte der deutsche Europameister Nils Schumann im Finale mit 1:44,89 min, womit er 1,05 s über dem Rekord blieb. Zum Welt- und Europarekord fehlten ihm 3,78 s.

## Vorrunde
21. August 1998
Die Vorrunde wurde in fünf Läufen durchgeführt. Die ersten beiden Athleten pro Lauf – hellblau unterlegt – sowie die darüber hinaus sechs zeitschnellsten Läufer – hellgrün unterlegt – qualifizierten sich für das Halbfinale.

### Vorlauf 1
| Platz | Name            | Nation         | Zeit (min) |
| ----- | --------------- | -------------- | ---------- |
| 1     | Balázs Korányi  | Ungarn         | 1:47,32    |
| 2     | Andrea Longo    | Italien        | 1:47,32    |
| 3     | Nico Motchebon  | Deutschland    | 1:47,40    |
| 4     | Andy Hart       | Großbritannien | 1:47,90    |
| 5     | Duarte Ponte    | Portugal       | 1:48,65    |
| 6     | Urmet Uusorg    | Estland        | 1:49,42    |
| 7     | Víctor Martínez | Andorra        | 1:50,54    |

### Vorlauf 2
| Platz | Name                | Nation     | Zeit (min) |
| ----- | ------------------- | ---------- | ---------- |
| 1     | James McIlroy       | Irland     | 1:46,81    |
| 2     | Giuseppe D’Urso     | Italien    | 1:46,82    |
| 3     | Roberto Parra       | Spanien    | 1:46,91    |
| 4     | Viktors Lācis       | Lettland   | 1:47,58    |
| 5     | Sergej Koschewnikow | Russland   | 1:47,71    |
| 6     | Balázs Tölgyesi     | Ungarn     | 1:48,29    |
| 7     | Vanco Stojanov      | Mazedonien | 1:49,00    |

### Vorlauf 3
| Platz | Name               | Nation   | Zeit (min) |
| ----- | ------------------ | -------- | ---------- |
| 1     | Nathan Kahan       | Belgien  | 1:47,02    |
| 2     | André Bucher       | Schweiz  | 1:47,05    |
| 3     | Wilson Kirwa       | Finnland | 1:47,10    |
| 4     | Iwan Komar         | Belarus  | 1:47,14    |
| 5     | Wojciech Kałdowski | Polen    | 1:47,17    |
| 6     | David Matthews     | Irland   | 1:47,39    |

### Vorlauf 4

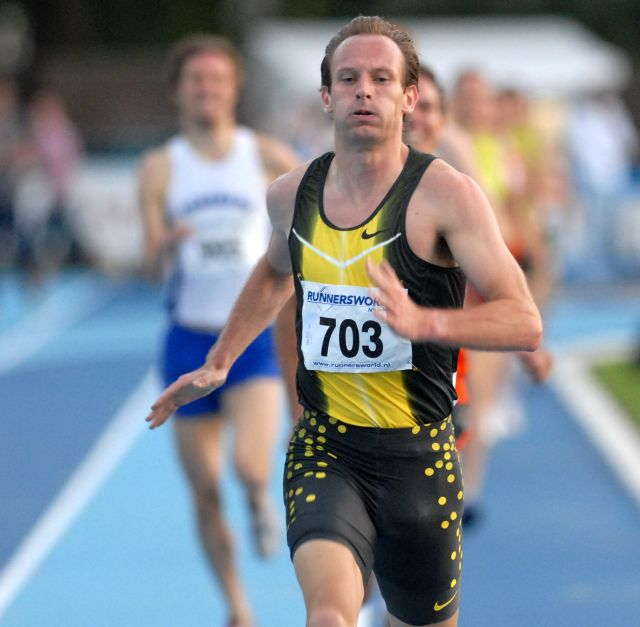
Um einen Rang verpasste Gert-Jan Liefers im vierten Vorlauf das Halbfinale
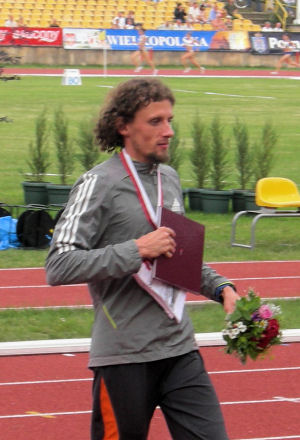
Als Sechster des vierten Vorlaufs schied Paweł Czapiewski aus

| Platz | Name                  | Nation       | Zeit (min) |
| ----- | --------------------- | ------------ | ---------- |
| 1     | Nils Schumann         | Deutschland  | 1:46,12    |
| 2     | Wilson Kipketer       | Dänemark     | 1:46,19    |
| 3     | Gert-Jan Liefers      | Niederlande  | 1:47,57    |
| 4     | Panagiotis Stroubakos | Griechenland | 1:47,70    |
| 5     | Aliaksandr Trutsko    | Belarus      | 1:48,19    |
| 6     | Paweł Czapiewski      | Polen        | 1:49,24    |
| 7     | Rizak Dirshe          | Schweden     | 1:49,76    |

### Vorlauf 5
| Platz | Name                 | Nation      | Zeit (min) |
| ----- | -------------------- | ----------- | ---------- |
| 1     | Lukáš Vydra          | Tschechien  | 1:48,20    |
| 2     | James Nolan          | Irland      | 1:48,36    |
| 3     | Giacomo Mazzoni      | Italien     | 1:48,74    |
| 4     | Miklós Árpási        | Ungarn      | 1:49,41    |
| 5     | Tarik Bourrouag      | Deutschland | 1:49,56    |
| 6     | José Antonio Redolat | Spanien     | 1:49,86    |
| 7     | David Divad          | Frankreich  | 1:50,87    |

## Halbfinale
22. August 1998
In den beiden Halbfinalläufen qualifizierten sich die jeweils ersten drei Athleten – hellblau unterlegt – sowie die darüber hinaus zwei zeitschnellsten Läufer – hellgrün unterlegt – für das Finale.

### Lauf 1

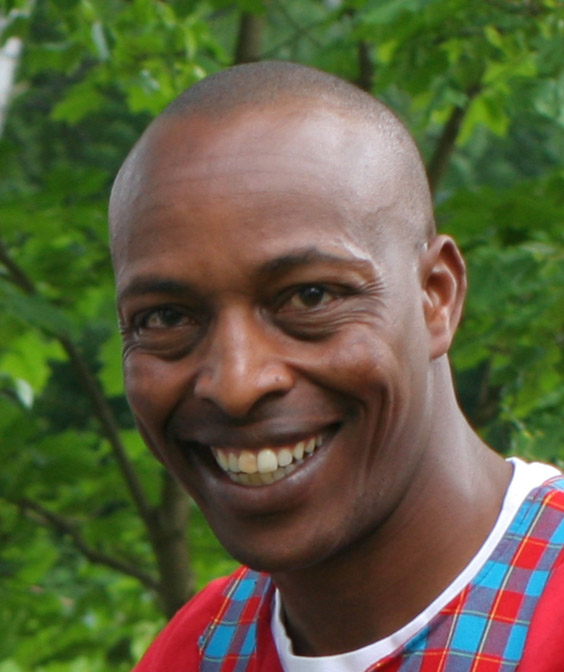
Wilson Kirwa wurde Sechster in seinem Halbfinalrennen und schied damit aus

| Platz | Name               | Nation      | Zeit (min) |
| ----- | ------------------ | ----------- | ---------- |
| 1     | Nils Schumann      | Deutschland | 1:47,28    |
| 2     | Lukáš Vydra        | Tschechien  | 1:47,62    |
| 3     | James McIlroy      | Irland      | 1:47,66    |
| 4     | Andrea Longo       | Italien     | 1:47,67    |
| 5     | Wojciech Kałdowski | Polen       | 1:48,10    |
| 6     | Wilson Kirwa       | Finnland    | 1:48,19    |
| 7     | Nathan Kahan       | Belgien     | 1:48,39    |
| 8     | David Matthews     | Irland      | 1:49,65    |

### Lauf 2
| Platz | Name            | Nation      | Zeit (min) |
| ----- | --------------- | ----------- | ---------- |
| 1     | André Bucher    | Schweiz     | 1:47,68    |
| 2     | Balázs Korányi  | Ungarn      | 1:47,70    |
| 3     | Wilson Kipketer | Dänemark    | 1:47,79    |
| 4     | Iwan Komar      | Belarus     | 1:48,14    |
| 5     | Nico Motchebon  | Deutschland | 1:48,19    |
| 6     | James Nolan     | Irland      | 1:48,50    |
| 7     | Giuseppe D’Urso | Italien     | 1:48,95    |
| 8     | Roberto Parra   | Spanien     | 1:49,26    |

## Finale

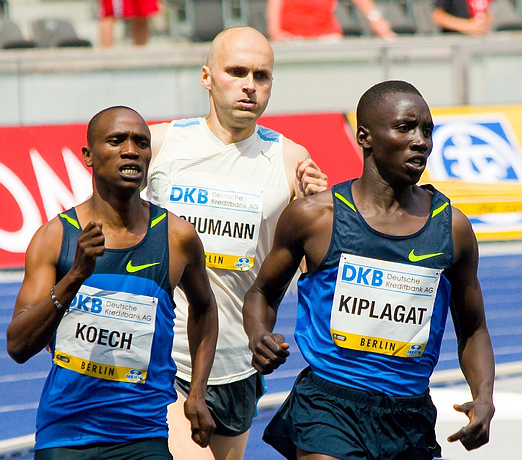
Nils Schumann (hier an dritter Position in einem Rennen des Jahres 2008) wurde überraschend Europameister
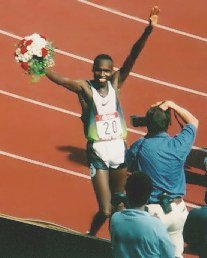
Wilson Kipketer (auf dem Foto nach seinem Weltrekord im Jahr zuvor) wurde nach einer Kollision mit Schumann in der Zielkurve Achter in diesem Finale

23. August 1998
| Platz | Name               | Nation      | Zeit (min) |
| ----- | ------------------ | ----------- | ---------- |
| 1     | Nils Schumann      | Deutschland | 1:44,89    |
| 2     | André Bucher       | Schweiz     | 1:45,04    |
| 3     | Lukáš Vydra        | Tschechien  | 1:45,23    |
| 4     | James McIlroy      | Irland      | 1:45,46    |
| 5     | Balázs Korányi     | Ungarn      | 1:45,78    |
| 6     | Wojciech Kałdowski | Polen       | 1:46,60    |
| 7     | Andrea Longo       | Italien     | 1:46,66    |
| 8     | Wilson Kipketer    | Dänemark    | 1:50,13    |

## Videolinks
- Men's 800m Final European Champs Budapest August 1998, youtube.com, abgerufen am 5. Januar 2023
- Men's 800m Final European Champs Budapest 1998, youtube.com, abgerufen am 5. Januar 2023